# Фінал кубка Англії з футболу 1914
Фінал кубка Англії з футболу 1914 — 43-й фінал найстарішого футбольного кубка у світі. Учасниками фіналу були «Бернлі» і «Ліверпуль». Володарем кубкового трофею став «Бернлі».

## Шлях до фіналу
| «Бернлі»           | «Бернлі»  | «Бернлі»                                                          | Раунд           | «Ліверпуль»            | «Ліверпуль» | «Ліверпуль»                             |
| ------------------ | --------- | ----------------------------------------------------------------- | --------------- | ---------------------- | ----------- | --------------------------------------- |
| Суперник           | Результат | Матчі                                                             |                 | Суперник               | Результат   | Матчі                                   |
| «Саут Шилдс»       | 3—1       | 3—1 вдома                                                         | Перший раунд    | «Барнслі»              | 2—1         | 1—1 вдома, 1—0 на виїзді (перегравання) |
| «Дербі Каунті»     | 3—2       | 3—2 вдома                                                         | Другий раунд    | «Джиллінгем»           | 2—0         | 2—0 вдома                               |
| «Болтон Вондерерз» | 3—0       | 3—0 вдома                                                         | Третій раунд    | «Вест Гем Юнайтед»     | 6—2         | 1—1 вдома, 5—1 на виїзді (перегравання) |
| «Сандерленд»       | 2—1       | 0—0 на виїзді, 2—1 вдома (перегравання)                           | Четвертий раунд | «Квінз Парк Рейнджерс» | 2—1         | 2—1 вдома                               |
| «Шеффілд Юнайтед»  | 1—0       | 0—0 на нейтральному полі, 1—0 на нейтральному полі (перегравання) | 1/2 фіналу      | «Астон Вілла»          | 2—0         | 2—0 на нейтральному полі                |

## Матч
| 25 квітня 1914 |

| Бернлі     | 1:0      | Ліверпуль |
| ---------- | -------- | --------- |
| Фріман 58' | Протокол |           |

| Крістал Пелес, Лондон Глядачів: 72 778 Арбітр: Герберт Бемлетт |

|  |  |

|                  |  |                |  |
|                  |  |                |  |
| В                |  | Ронні Сьюелл   |  |
| З                |  | Том Бамфорд    |  |
| З                |  | Девід Тейлор   |  |
| ПЗ               |  | Джордж Голлі   |  |
| ПЗ               |  | Томмі Бойл (к) |  |
| ПЗ               |  | Біллі Вотсон   |  |
| Н                |  | Біллі Несбітт  |  |
| Н                |  | Дік Ліндлі     |  |
| Н                |  | Берт Фріман    |  |
| Н                |  | Тедді Ходжсон  |  |
| Н                |  | Едді Мосскроп  |  |
| Головний тренер: |  |                |  |
| Джон Гейворт     |  |                |  |

|                  |  |                     |  |
|                  |  |                     |  |
| В                |  | Кенні Кемпбелл      |  |
| З                |  | Ефраїм Лонгворт     |  |
| З                |  | Боб Перселл         |  |
| ПЗ               |  | Том Фейрфул         |  |
| ПЗ               |  | Роберт Фергюсон (к) |  |
| ПЗ               |  | Дональд Маккінлі    |  |
| Н                |  | Джекі Шелдон        |  |
| Н                |  | Артур Меткалф       |  |
| Н                |  | Том Міллер          |  |
| Н                |  | Білл Лейсі          |  |
| Н                |  | Джеймс Ніколл       |  |
| Головний тренер: |  |                     |  |
| Том Вотсон       |  |                     |  |